# آنه ترسه گالاقر
آنه ترسه گالاقر (Anne Therese Gallagher)،‏AO رئیس کمیسیون بین‌المللی مهاجرت کاتولیک و مدیر کل بنیاد مشترک‌المنافع، سازمان بین دولتی کشورهای مشترک‌المنافع است که مسؤلیت حمایت از جامعه مدنی در ۵۳ کشور عضو آن را بر عهده دارد. آنه یک حقوق‌دان، متخصص و دانشمند استرالیایی است و یکی از افراد با صلاحیت بین‌المللی در راستای حقوق کیفری فراملی، مهاجرت و حقوق بشر به حساب می‌آید. او همچنین طبق گزارش قاچاق انسان در سال ۲۰۱۲ که از سوی وزارت امور خارجه ایالات متحده آمریکا ترتیب داده شده بود، «متخصص برجسته جهانی در عرصه قوانین بین‌المللی قاچاق انسان» شناخته شد.

## تحصیلات
گالاقر در دانشگاه مک‌کواری، سدنی در رشته هنرها (علوم سیاسی و روابط بین‌الملل) به تحصیل پرداخت و سند لیسانس‌اش را در هنرها در سال ۱۹۸۴ و لیسانس حقوق‌اش در سال ۱۹۸۷ به‌دست‌آورد. او کارشناسی ارشد خود را در رشته حقوق بین‌المللی در دانشگاه ملی استرالیا در سال ۱۹۹۱ به پایان رساند. سپس برای ادامه تحصیل وارد دانشگاه اوترخت، هلند شد و دکترای خود را از این دانشگاه به‌دست‌آورد.

## تاریخچه حرفه
گالاقر در شهر سدنی و در کالج سانتاسابینا تحصیل کرد و در دانشگاه مک‌کواری و دانشگاه ملی استرالیا تحصیلات عالی خود را تکمیل نمود. او در سال ۱۹۸۸ به عنوان سلیسیتر (solicitor) ستره محکمه/دادگاه عالی نیوساوت ولز، در سال ۱۹۸۸ به عنوان سلیسیتر و بریستر (barrister) دادگاه عالی استرالیا و در سال ۱۹۹۰ در دادگاه عالی قلمروی پایتخت استرالیا پذیرفته شد.
او در سال‌های ۱۹۹۰ الی ۱۹۹۲ در رشته حقوق بین‌الملل در دانشگاه ملی استرالیا تدریس می‌کرد.
گالاقر (۱۹۹۲–۲۰۰۳) یکی از مقامات سازمان ملل بود و در سال‌های ۱۹۹۸ الی ۲۰۰۲ به عنوان مشاور مری رابینسون، کمیشنرعالی حقوق بشر سازمان ملل متحد ایفای وظیفه کرد. او در جریان اجرای وظیفه به عنوان مشاور، نماینده مری رابینسون در مذاکرات کنوانسیون سازمان ملل متحد علیه جرایم سازمان یافته فراملی و همچنین پروتوکول‌های آن دربارهٔ قاچاق انسان و قاچاق مهاجرین بود. گالاقر در سال‌های ۲۰۰۱ الی ۲۰۰۲ پروسه ترتیب و تدوین اصول و رهنمود حقوق بشر و قاچاق انسان را رهبری کرد و در آن زمان رئیس گروه بین آژانسی سازمان ملل متحد در زمینه قاچاق انسان و قاچاق مهاجرت بود.
او از سال‌های ۲۰۰۳ الی ۲۰۱۸ در مقام‌های مختلف و بلند رهبری در نهادهای منطقهٔ که توسط برنامه کمک‌های بین‌المللی دولت استرالیا تمویل می‌شدند و هدف آن تقویت مراجع تقنینی و عدالت کیفری برای رسیدگی به قاچاق انسان و موارد مرتبط با سوءاستفاده در ۱۰ کشور عضو انجمن ملل آسیای جنوب شرقی (ASEAN) بود، ایفای وظیفه نموده‌است. وزارت امور خارجه آمریکا نیز دربارهٔ سهم و همکاری گالاقر در این پروژه اظهار نظر نموده و گفت که «به دلیل تأثیر مثبت او بر قوانین، سیاست‌ها و اصول در داخل و خارج انجمن ملل آسیای جنوب شرقی» در منطقه مورد تحسین قرار گرفته‌است. دکتر سورین پیتسوان، دبیرکل انجمن ملل آسیای جنوب شرقی همچنین دربارهٔ مشارکت و همکاری گالاقر اظهار داشت و گفت: «تخصص و مهارت دکتر گالاقر در این زمینه، مشخصاً در راستای عدالت کیفری جهت رسیدگی به قاچاق انسان در تمام منطقه انجمن ملل آسیای جنوب شرقی تصدیق شده و عمیقاً تحسین و قدردانی می‌شود… اشتباه نیست اگر بگویم دستاوردهای که انجمن ملل آسیای جنوب شرقی در منطقه در راستای عدالت کیفری جهت رسیدگی به جنایات فجیع قاچاق دست‌یافته‌است، بخشِ از تلاش کوچک، شفقت و مهربانی دکتر گالاقر نسبت به این انجمن است».
کالاگر همچنین یک محقق مستقل و خودتمویل است که سابقه تحقیقات و نشرات در زمینه‌های مرتبط با حقوق بشر، عدالت کیفری و حاکمیت قانون و قوانین بین‌المللی در راستای قاچاق انسان دارد. علاوه بر مقالات متعدد در مجله‌های مطرح از جمله بررسی بین‌المللی عدالت کیفری، مجله حقوق بشر، ژورنال حقوق بین‌الملل ویرجینیا و بررسی ضد قاچاق، او نویسنده حقوق بین‌الملل قاچاق انسان است که توسط انتشارات دانشگاه کمبریج منتشر شده‌است و در سال ۲۰۱۱ تصدیق‌نامه شایستگی انجمن حقوق بین‌الملل آمریکا را به‌دست‌آورد. او همچنین نویسنده اصلی اثر «حقوق بین‌الملل در مورد قاچاق مهاجر» است که توسط انتشارات دانشگاه کمبریج منتشر شد و از سوی مجله حقوق بین‌المللی آمریکا به عنوان «نمایش نبوغ» توصیف شده‌است.
گالاقر به عنوان یک پنلیست، متخصص و گزارش‌گر در نهادهای ملی و بین‌المللی دولتی و غیردولتی، نشست‌های مشورتی، جلسات، ورکشاپ‌ها و سایر موارد به عنوان سخنران مهمان و مدرس در دانشگاه‌های سراسر جهان دعوت شده‌است. او همچنین به‌صورت مکرر نظریات خود را در رسانه‌های بزرگ جهان از جمله گاردین و مجمع جهانی اقتصاد (World Economic Forum) ارائه کرده‌است. علاوه بر این، گالاقر نظردهنده و منتقد گزارش سالانه وزارت امورخارجه ایالات متحده آمریکا دربارهٔ قاچاق انسان است و به‌طور علنی از تلاش‌های مربوط به تعیین کمیت مشکل «برده‌داری نوین» انتقاد نموده و واکنش‌های ملی را ارزیابی می‌نماید. گالاقر گزارش داده‌است که پس از انتقاد او در هافنگتن پُست از «یک سازمان مستقر در آمریکا که عملیات‌های نجات با مشخصات بالا و اخلاقی را در کشورها انجام می‌دهد، به اقدام قانونی تهدید شده‌است. گالاقر از سال ۲۰۱۴ بدین‌سو به‌صورت تقریباً منظم با مجله اسپکتیتور (The Spectator) از طریق نوشتن موضوعات مختلف از جمله سازمان ملل متحد آزادی بیان و مهاجرت همکاری می‌کند.
کالاگر حتی پس از این‌که از سمت خود کنار رفت، ارائه مشوره برای سازمان ملل را همچنین ادامه داد. کارها او شامل تفسیر اصول و رهنمود سفارش شده سازمان ملل متحد دربارهٔ حقوق بشر و قاچاق انسان و مجموعهٔ از مقالات حقوقی است که از سوی سازمان ملل متحد دربارهٔ مواد مخدر و جرایم ارائه شده‌است: سوءاستفاده از موقعیت آسیب‌پذیری و سایر «موار» در چارچوب تعریف قاچاق انسان؛ «نقش» «رضایت در پروتوکول قاچاق انسان»؛ مفهوم استفاده‌جویی در پروتوکول قاچاق انسان؛ مفهوم منفع مالی یا سایر منافع مادی در پروتوکول قاچاق مهاجرت «و» تعریف بین‌المللی حقوقی قاچاق انسان: یکی سازی یافته‌های تحقیق و بازتاب در موضوعات به‌وجود آمده.

## قدردانی، جوایز و انتصابات
گالاقر در سال ۲۰۱۱ جایزه آزادی ضد برده‌داری استرالیا در یافت کرد. او در ماه ژوئن ۲۰۱۲ مأمور نشان استرالیا (AO) – دومین نشان عالی و افتخاری کشور- تعیین شد. منصوب شدن او به این سمت به‌خاطر: خدمات منحصر به فرد در راستای قانون و حقوق بشر، به عنوان یک متخصص، استاد و دانشمند، مشخصاً در زمینه‌های رسیدگی به قاچاق انسان و عدالت جنایی/کیفری او بود. او همچنین در ماه ژوئن ۲۰۱۲، از سوی دولت ایالات متحده به دلیل کار و فعالیت‌اش در راستای مبارزه جهانی علیه قاچاق انسان، نامزد کسب مدال «قهرمان گزارش قاچاق انسان ۲۰۱۲» شد.
گالاقر در چندین پُست مشاوریت رسمی تعیین شده‌است. او در سال ۲۰۱۴ کار خود را به عنوان رئیس اداره جرایم سنگین قاچاق انسان در کانون وکلای بین‌المللی (International Bar Association) آغاز نمود. او همچنین در سال ۲۰۱۴ عضو هیئت مشورتی مهاجرت سازمان بین‌المللی مهاجرت که توسط دبیرکل آن، ویلیم لیسی سوینگ ایجاد شده بود، منصوب شد. گالاقر در سال ۲۰۱۶ به عنوان متخصص علمی در دوتی استریت چمبرز (Doughty Street Chambers) – یکی از بزرگ‌ترین شرکت‌های حقوقی آزادی‌های مدنی در جهان شروع به کار کرد. او همچنین یکی از اعضای مؤسس گفت‌گوی آسیایی دربارهٔ مهاجرت اجباری است.
ریاست کمیسیون بین‌المللی مهاجرت کاتولیک
گالاقر در ماه مارس ۲۰۱۸ پس از پیترساترلند، رئیس سابق گلدمن ساکس و نماینده ویژه سازمان ملل در امور مهاجرت، به عنوان رئیس کمیسیون بین‌المللی مهاجرت کاتولیک انتخاب شد. او نخستین رئیس زن از زمان تأسیس این کمیسیون در سال ۱۹۶۱ است و در حال حاضر او تنها زنی است که یک سازمان وابسته به واتیکان را رهبری می‌کند. کالاگر در اعلامیه عمومی‌اش به عنوان رئیس این سازمان، خواستار «گفتگوی صادقانه» در مورد مهاجرت شد تا بتواند با «جهانی شدن بی‌تفاوتی «مقابله بکند.
دبیرکل بنیاد مشترک‌المنافع
گالاقر در ماه ژوئن ۲۰۱۹ از سوی ۴۶ دولت عضو به عنوان دبیرکل بنیاد مشترک‌المنافع